# Bieniądzice
Bieniądzice – wieś w Polsce położona w województwie łódzkim, w powiecie wieluńskim, w gminie Wieluń.

## Położenie
Miejscowość położona jest przy drodze krajowej nr 74, u ujścia Kanału Wieluńskiego do rzeki o nazwie Pyszna. 

## Historia
Miejscowość ma metrykę średniowieczną i istnieje co najmniej od XIV wieku. Wymieniona w 1337 w łacińskim dokumencie jako Benazycz, Benandzicz, Zenancice, Byenyaszyce, Benandzice, Bernaczice, Byenodzicze, Brnoczyce .
Miejscowość jako Bieniędzice inaczej Bieniądzice, wieś leżącą w powiecie wieluńskim oraz parafii Czarnożyły wymienia XIX wieczny Słownik geograficzny Królestwa Polskiego. W 1827 w miejscowości znajdowało się 10 domów zamieszkanych przez 115 mieszkańców.
W latach 1954–1958 wieś należała i była siedzibą władz gromady Bieniądzice, po jej zniesieniu w gromadzie Czarnożyły. W latach 1975–1998 miejscowość administracyjnie należała do województwa sieradzkiego.